# 萬安陵 (南齊)
萬安陵，又作永安陵，是中国南北朝时齐宣帝萧承之的陵墓。
萧承之的儿子萧道成建立齐朝，追尊萧承之为宣皇帝，墓地改为永安陵。永安陵位于江苏省丹阳市东北胡桥镇狮子湾，处于麒麟路以东、卧龙路以南，坐落在胡桥镇张庄村东北方的水田里，陵园早已犁为平地，现存石麒麟、天禄各一。

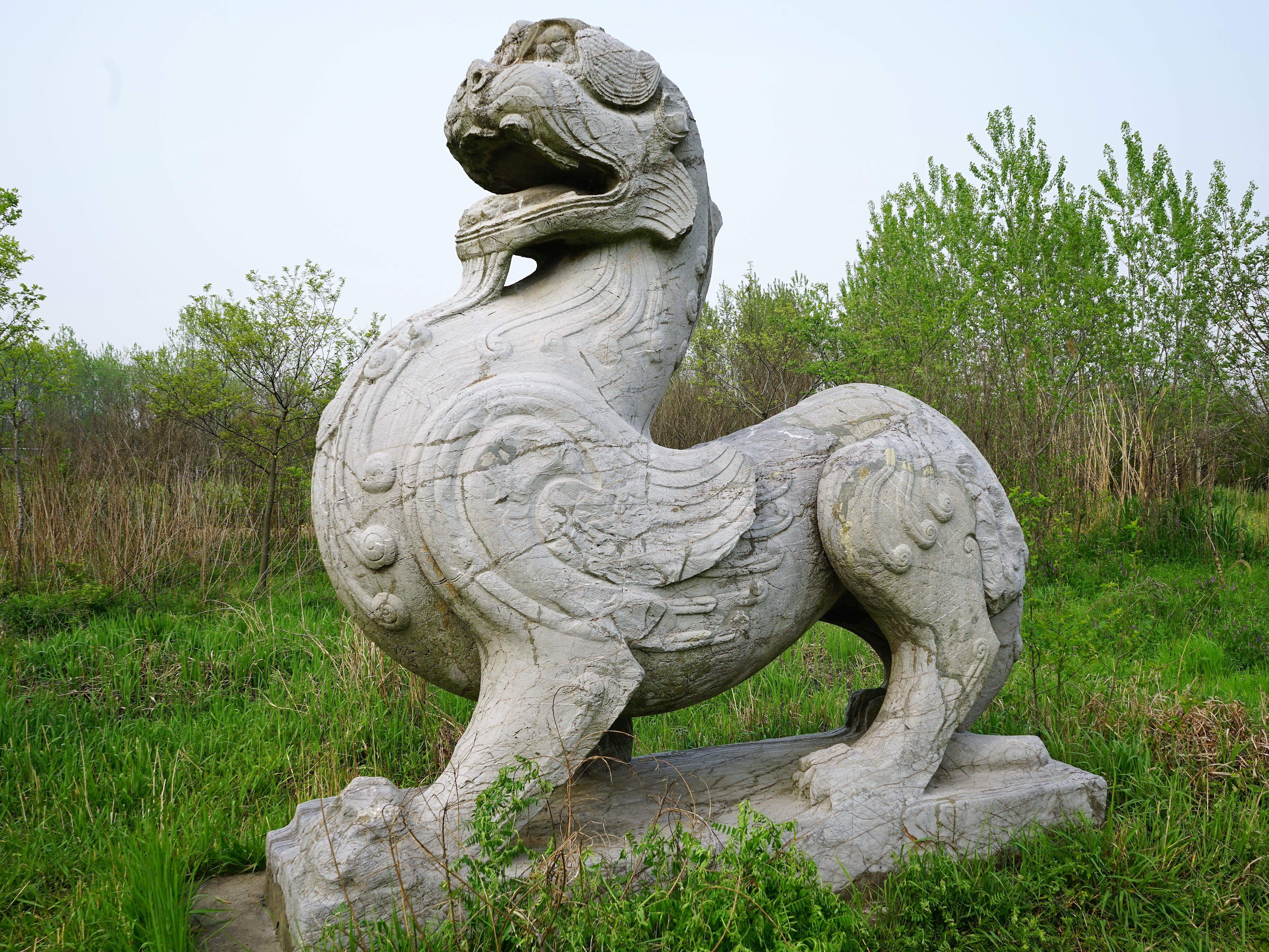
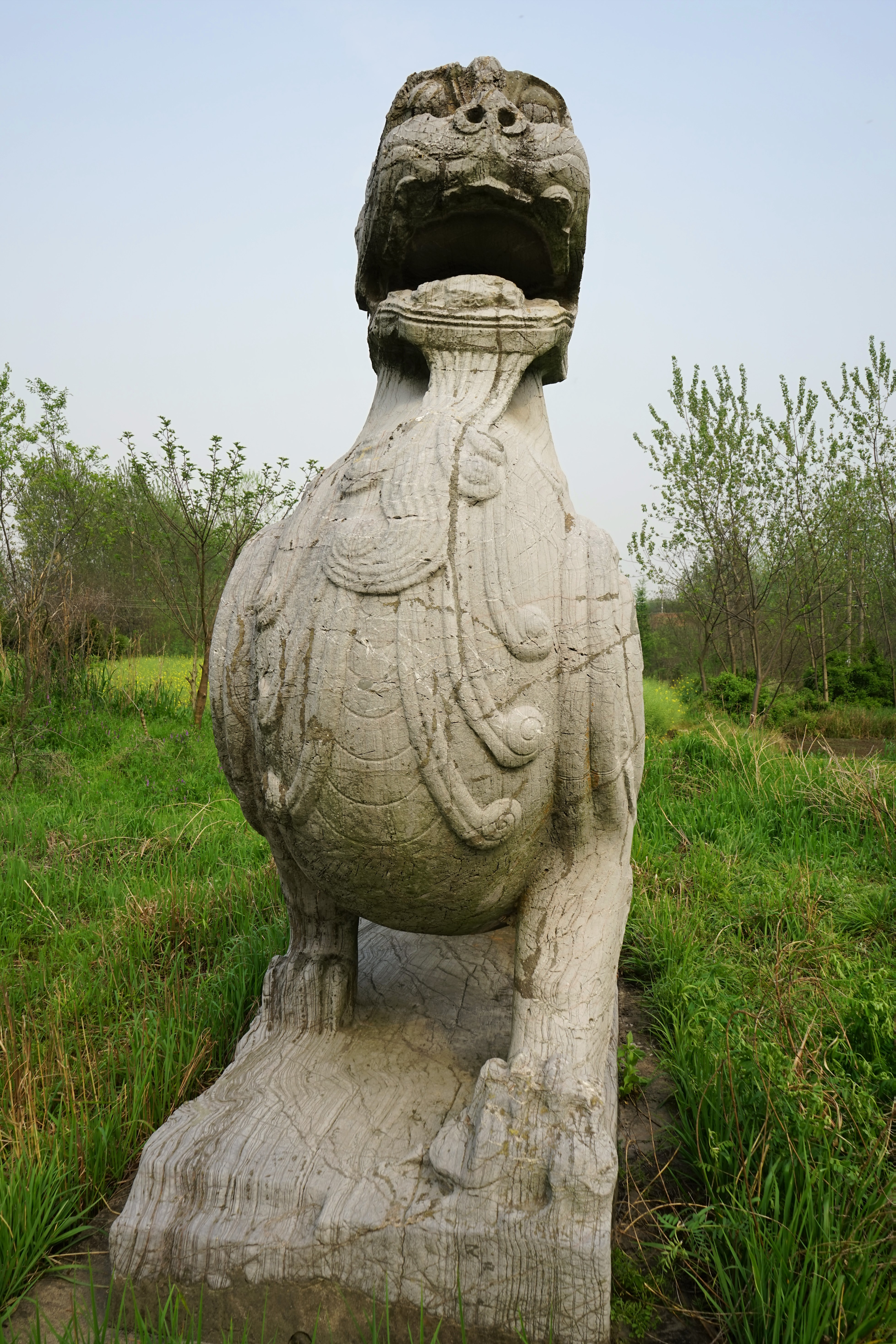
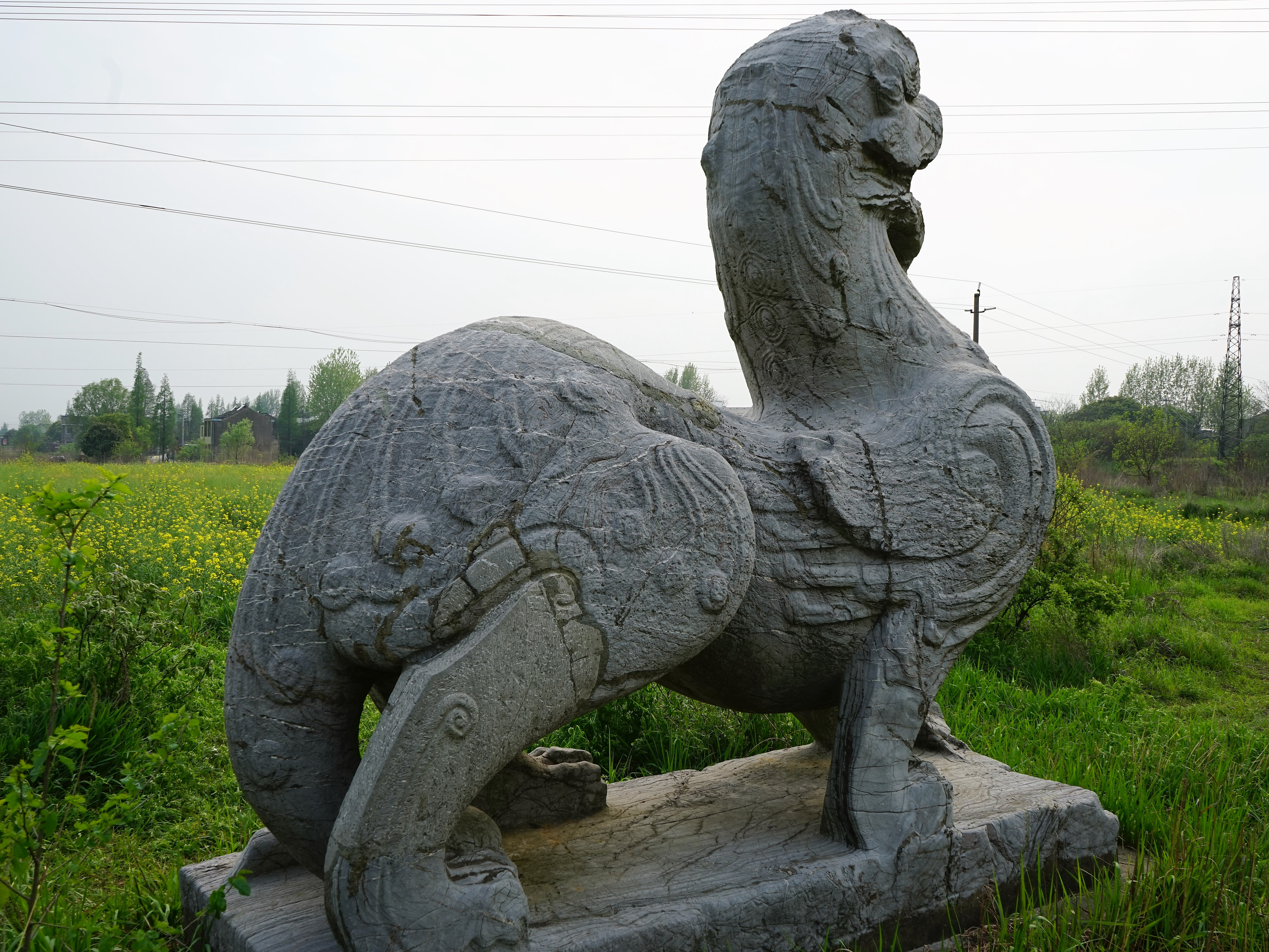
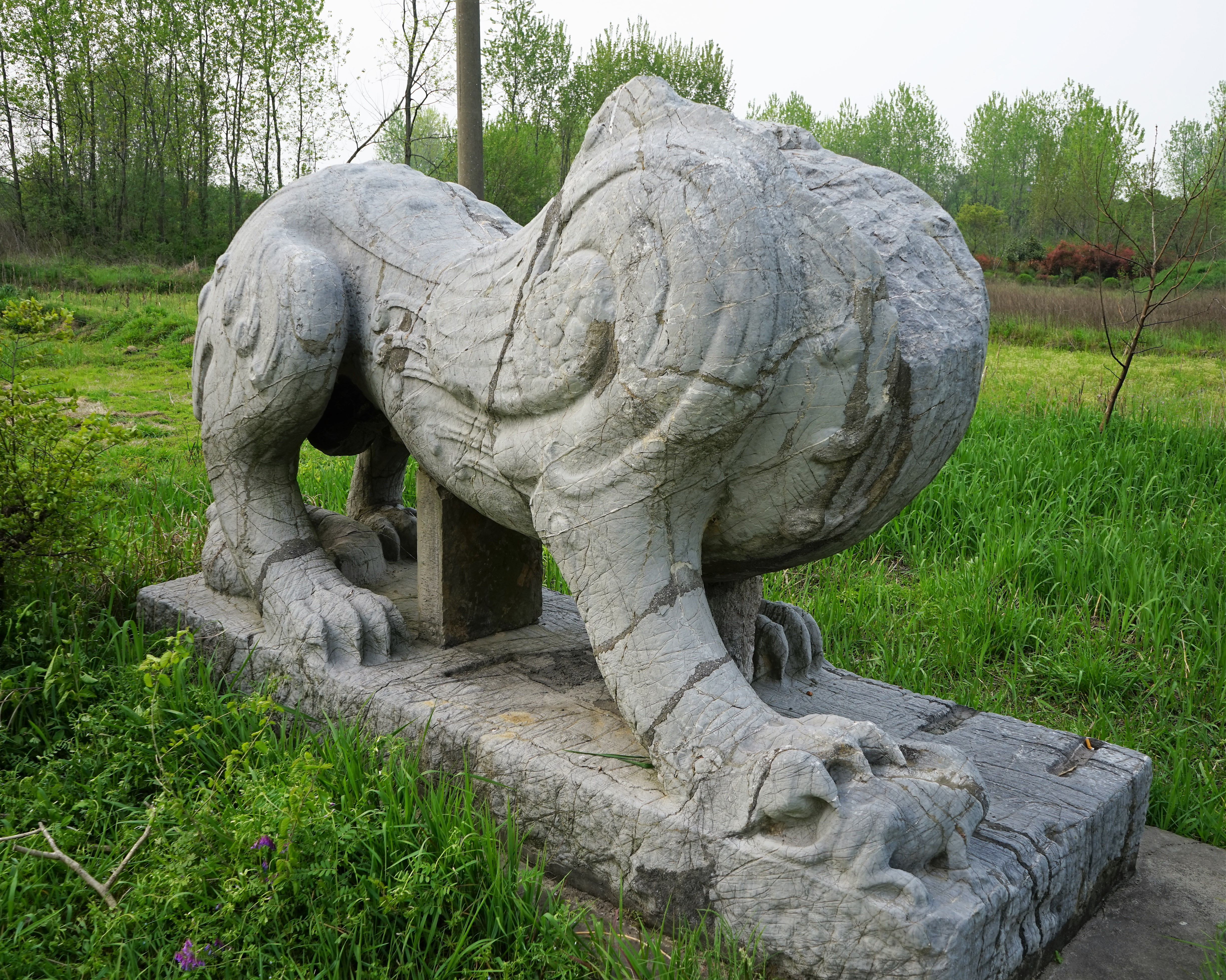
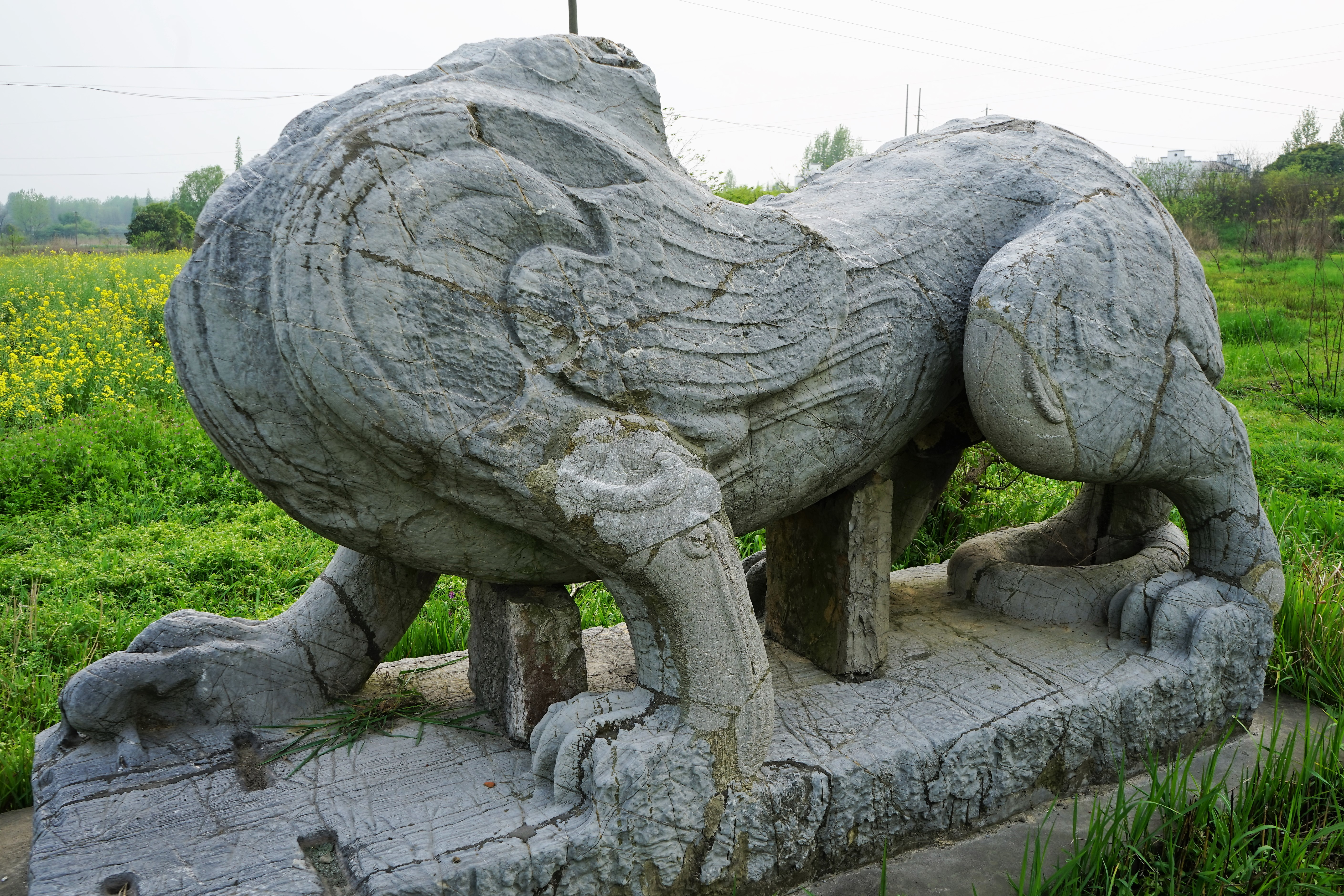